# Ceruncina translineata
Ceruncina translineata là một loài bướm đêm trong họ Geometridae.